# فرد دي غراف
فرد دي غراف هو محامي وقانوني وسياسي هولندي، ولد في 28 فبراير 1950 في روسيندال في هولندا. نشط حزبياً في حزب الشعب من أجل الحرية والديمقراطية (1976 – 1976).

## مناصب
- انتخب ممثل الجمعية البرلمانية لمجلس أوروبا [الإنجليزية]‏ لترشحه ضمن قائمة هولندا، (30 سبتمبر 2013 – 26 نوفمبر 2015).
- انتخب عضو مجلس الشيوخ في هولندا ‏ (10 يونيو 2003 – 9 يونيو 2015).
- انتخب رئيس مجلس الشيوخ الهولندي [الإنجليزية]‏ (28 يونيو 2011 – 2 يوليو 2013).
- انتخب mayor of Leersum ‏ (16 يونيو 1981 – 16 يناير 1989).